# Bodi Alag Khagan
Bodi Alag Khagan (ᠪᠣᠳᠢ
ᠠᠯᠠᠭ
ᠬᠠᠭᠠᠨ ; Khalkha : mongol : Боди Алаг хаан Bodi Alag khaan) est un khagan des Mongols de la Dynastie Yuan du Nord